# The Best of Paul van Dyk – Volume
The Best of Paul van Dyk – Volume – album zawierający najbardziej znane piosenki i remiksy niemieckiego DJ-a i producenta Paula van Dyka. Album został wydany 9 czerwca 2009 roku.

## Lista utworów

### Wydanieeuropejskie
CD 1:
1. For An Angel (Pvd Remix 09) Exclusive
2. Home (Pvd Club Mix) (feat. Johnny McDaid) Exclusive
3. Let Go (Paul Van Dyk Club Mix) (feat. Rea Garvey)
4. White Lies (feat. Jessica Sutta)
5. Nothing But You (Pvd Club Mix) (feat. Hemstock & Jennings)
6. Another Way (Club Mix)
7. Forbidden Fruit (Original)
8. Together We Will Conquer (12" Mix) – Paul Van Dyk
9. New York City (vs. Starkillers & Austin Leeds feat. Ashley Tomberlin)
10. A Magical Moment
11. Words (For Love)
12. Tell Me Why (The Riddle) (Pvd Club Mix) (feat. Saint Etienne)
13. The Other Side (Original Mix) (feat. Wayne Jackson)
14. We Are Alive (feat. Jennifer Brown)
15. Time Of Our Lives (Pvd Club Mix) (feat. Vega 4)
16. For An Angel (E-Werk Club Mix)

CD 2:
1. Justin Timberlake – What Goes Around... Comes Around (Paul van Dyk Club Mix)
2. U2 – Elevation (The Vandit Club Mix)
3. Depeche Mode – Martyr (Paul van Dyk Remix)
4. Timo Maas – Pictures (Paul van Dyk Remix)
5. The Wombats – Moving To New York (Paul van Dyk Remix)
6. New Order – Spooky (Out Of Order Mix)
7. Humate – Love Stimulation (Love Mix)
8. Agnelli & Nelson – Holding On To Nothing (Paul van Dyk Remix)
9. Lisa Miskovsky – Still Alive (Paul van Dyk Mix)
10. Ghostland feat. Sinead O'Connor & Natacha Atlas – Guide Me God (Paul van Dyk Remix)
11. Sven Väth – L'Esperanza (Paul van Dyk Remix)
12. The Visions Of Shiva – Perfect Day

CD 3:
1. Jam & Spoon feat. Rea – Be Angeled (Paul van Dyk Remix)
2. Binary Finary – 1998 (Paul van Dyk Remix)
3. Blank & Jones – Cream (Paul van Dyk Remix)
4. BT – Flaming June (BT And PVD Original Mix)
5. Age Of Love – The Age Of Love (Love Ages Remix)
6. The Thrillseekers – Synaesthesia (Paul van Dyk Dub Mix)
7. Members of Mayday – 10 In 01 (Paul van Dyk Mix)
8. Deep Dish – Say Hello (Paul van Dyk Mix)
9. Secret Knowledge – Sugar Daddy (Tripping On The Moon Remix)
10. Tilt vs. Paul Van Dyk – Rendezvous (Quadraphonic Mix)
11. Qattara – Come With Me (Paul Van Dyk Remix)
12. Britney Spears – Gimme More (Paul van Dyk Club)

### Wydanieamerykańskie
CD 1:
1. For An Angel (Pvd Remix 09) Exclusive
2. Home (Pvd Club Mix) (feat. Johnny McDaid) Exclusive
3. Let Go (Paul Van Dyk Club Mix) (feat. Rea Garvey)
4. White Lies (feat. Jessica Sutta)
5. Nothing But You (Pvd Club Mix) feat. (Hemstock And Jennings)
6. Another Way (Club Mix)
7. Forbidden Fruit (Original)
8. Together We Will Conquer (12" Mix) – Paul van Dyk
9. New York City (vs. Starkillers & Austin Leeds feat. Ashley Tomberlin)
10. A Magical Moment
11. The Other Side (Original Mix) (feat. Wayne Jackson)
12. We Are Alive (feat. Jennifer Brown)
13. Time Of Our Lives (Pvd Club Mix) (feat. Vega 4)

CD 2:
1. Justin Timberlake – What Goes Around... Comes Around (PvD Mix)
2. U2 – Elevation (PvD Mix)
3. Depeche Mode – Martyr (PvD Mix)
4. Timo Maas – Pictures (PvD Mix)
5. New Order – Spooky (PvD Mix)
6. Humate – Love Stimulation (PvD Mix)
7. Faithless – Bring My Family Back (PvD Mix)
8. Hans Zimmer & James Newton Howard – Batman Theme (Paul van Dyk remix)
9. Binary Finary – 1998 (PvD Mix)
10. Lisa Miskovsky – Still Alive (PvD Mix)
11. Britney Spears – Gimme More (PvD Mix)